# Forcipomyia texana
Forcipomyia texana är en tvåvingeart som först beskrevs av Long 1902.  Forcipomyia texana ingår i släktet Forcipomyia och familjen svidknott. Inga underarter finns listade i Catalogue of Life.